# Молдовська кухня

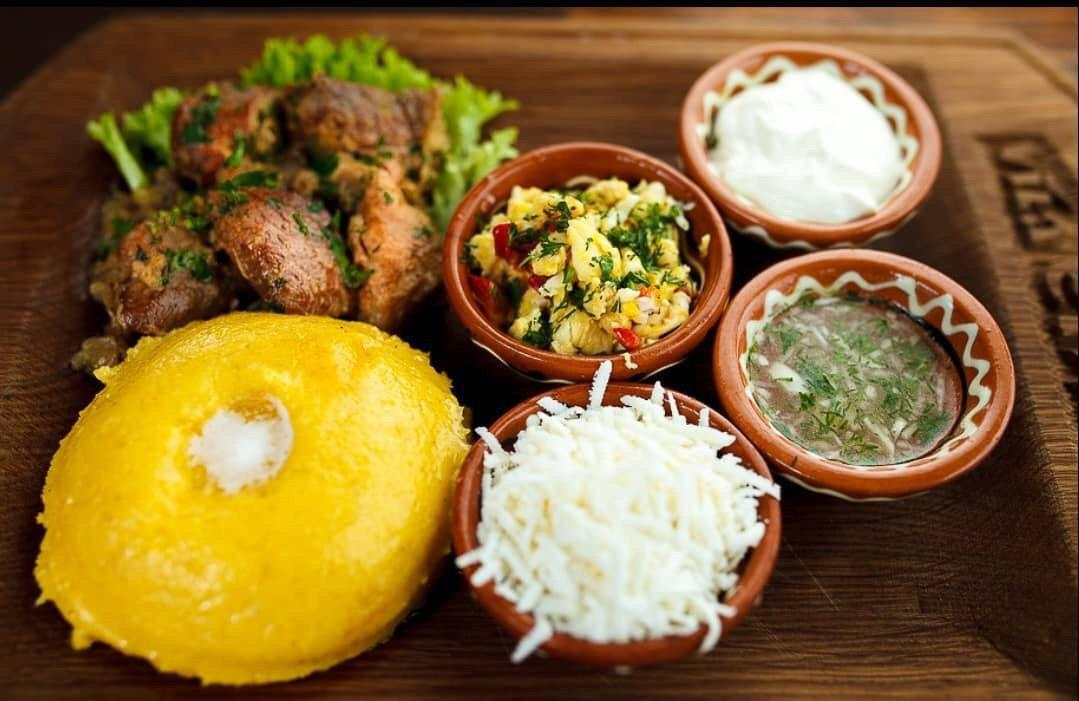
Мамалига

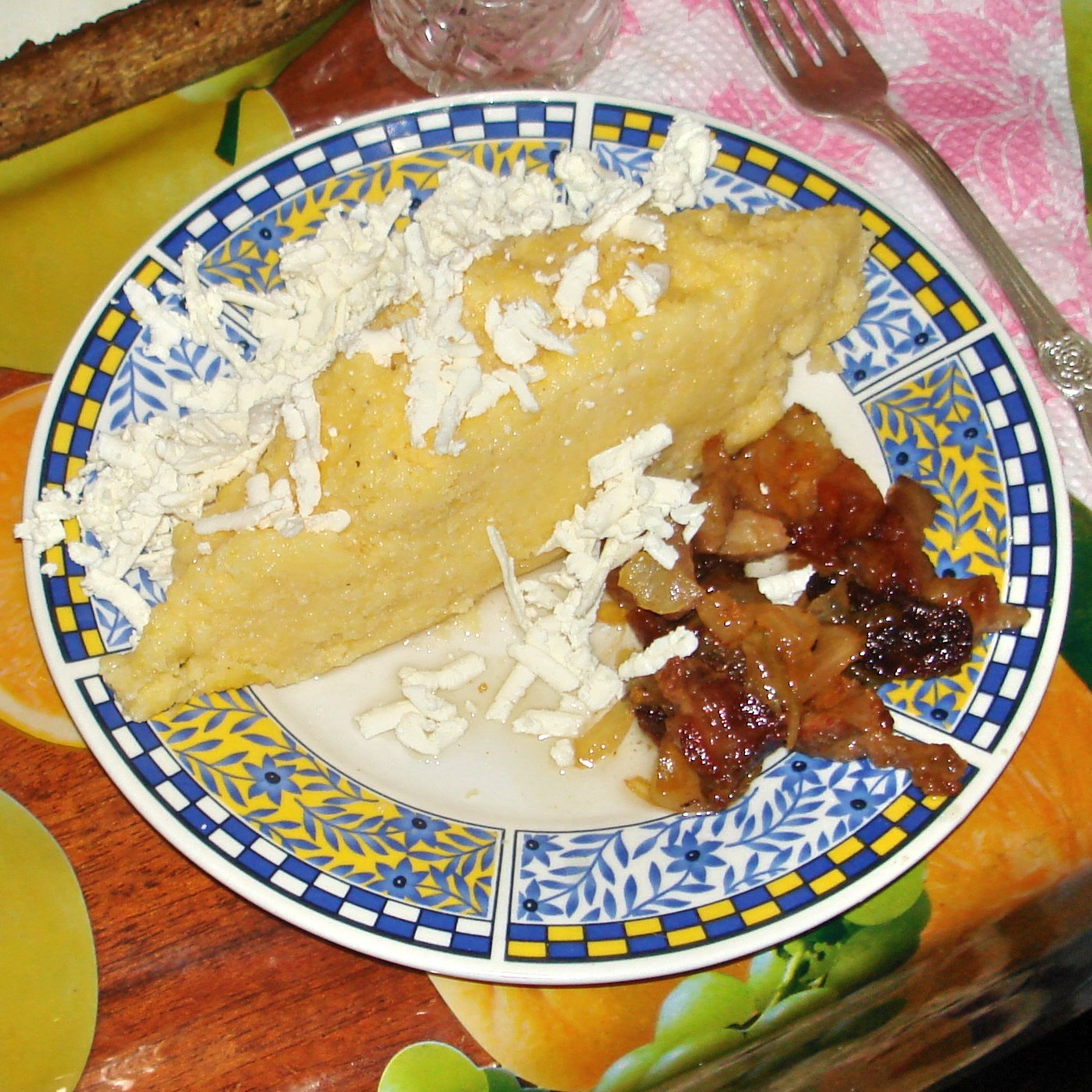
Мамалига з бринзою і шкварками

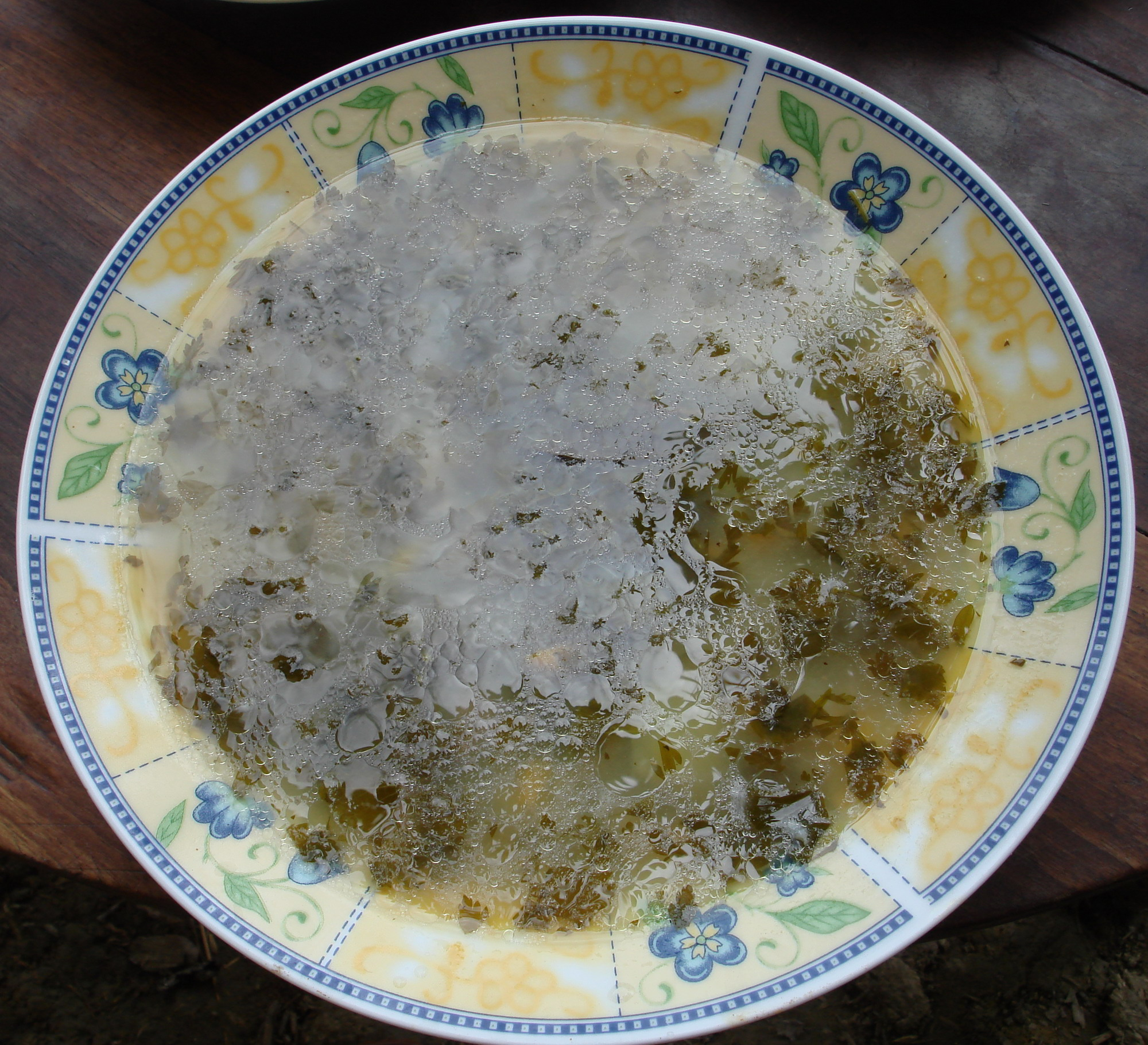
Зама з тельбухів птиці

Молдо́вська ку́хня (рум. Bucătăria moldovenească) — національна кухня Молдови. Молдова розташована в регіоні багатих природних можливостей, винограду, фруктів і різноманітних овочів, а також вівчарства і птахівництва, що обумовлює багатство і різноманітність національної кухні.
Молдовська кухня формувалася під впливом грецької, турецької, балканської, західноєвропейської, а пізніше — української та російської, а також єврейської та німецької кухонь, проте вона відрізняється самобутністю.

## Огляд
Найбільшу кількість страв готують у Молдові з овочів — їх вживають у свіжому вигляді, варять, смажать, печуть, фарширують, тушкують, солять. Традиційними для неї є страви з кукурудзи, квасолі, нуту, овочів — баклажанів, кабачків, перцю, ротунда, цибулі-пір, помідорів, білокачанної та цвітної капусти, а також гарбуза.

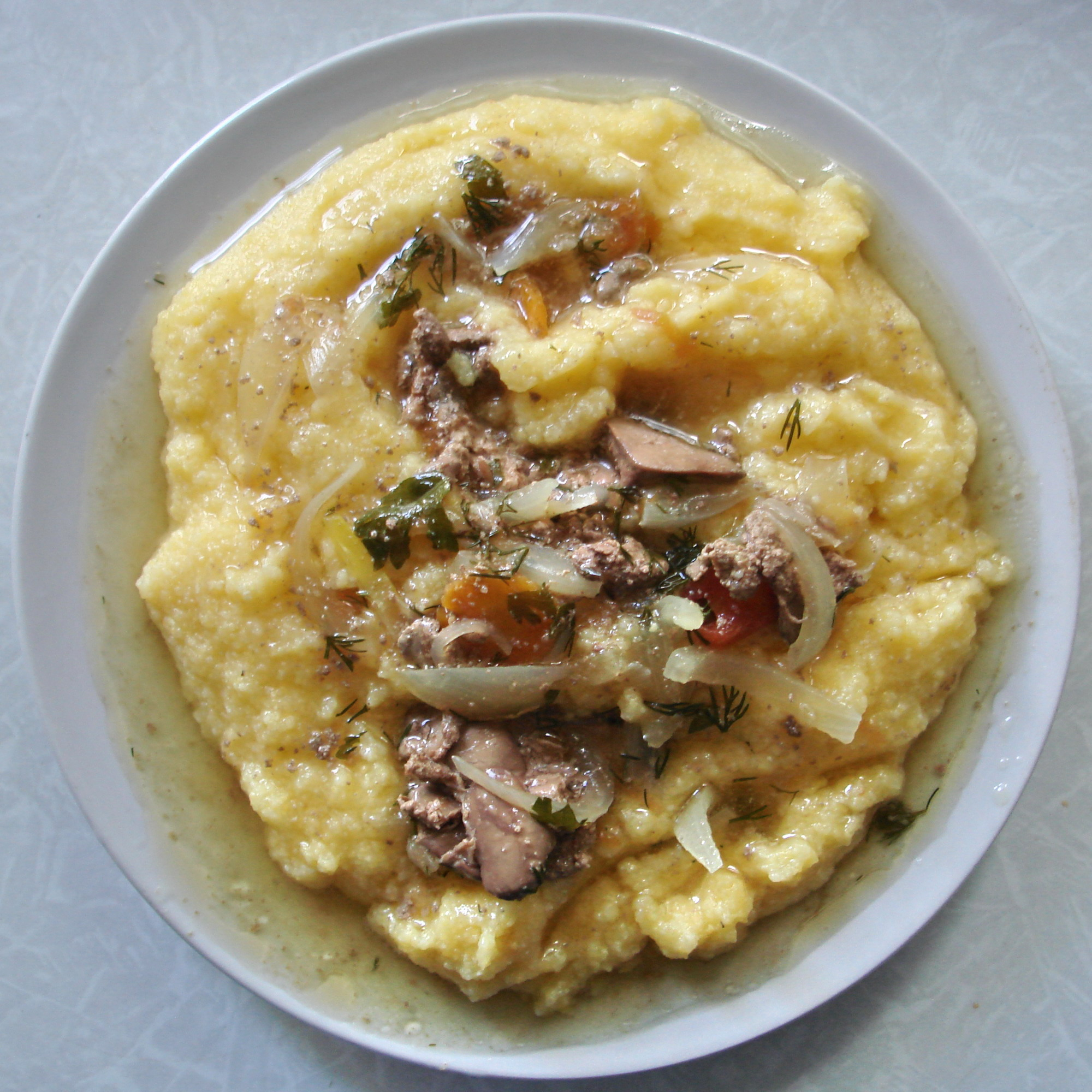
Кукурудзяна каша з курячою печінкою

З кукурудзи виготовляють крупу, борошно, пластівці, олію, безалкогольні напої і т. д. Ще на початку XVIII століття з кукурудзяного борошна і крупи в Молдові готували мамалигу, супи, печені вироби. Мамалига являє собою своєрідну кашу, лагідну і приємну на смак. Подають зі шкварками, сметаною, бринзою, молоком або вершками. З мамалиги також роблять кукурудзяні коржі, нарізаючи і підсмажуючи її на маслі або на смальці. У минулому мамалига в холодному вигляді часто заміняла хліб, однак це було викликано скоріше необхідністю, ніж традицією, так як в Молдові здавна випікався саме пшеничний хліб. Історично мамалига була основною селянською їжею, але в останні десятиліття мамалига придбала статус високоякісної страви і подається у багатьох ресторанах.
Квасоля використовується для приготування закусок, перших і других страв. Овочі служать основою для різноманітних салатів, гарячих других страв і гарнірів до риби і м'яса. Сирі овочі найчастіше смажать, тушкують, смажать, запікають, рідше — відварюють. Традиційні для молдовської кухні фаршировані баклажани, кабачки, перець, помідори. Їх начиняють овочевим, круп'яно-овочеві, м'ясо-овочевим фаршем і запікають з додаванням соусів з сметани, томатів, зелені.

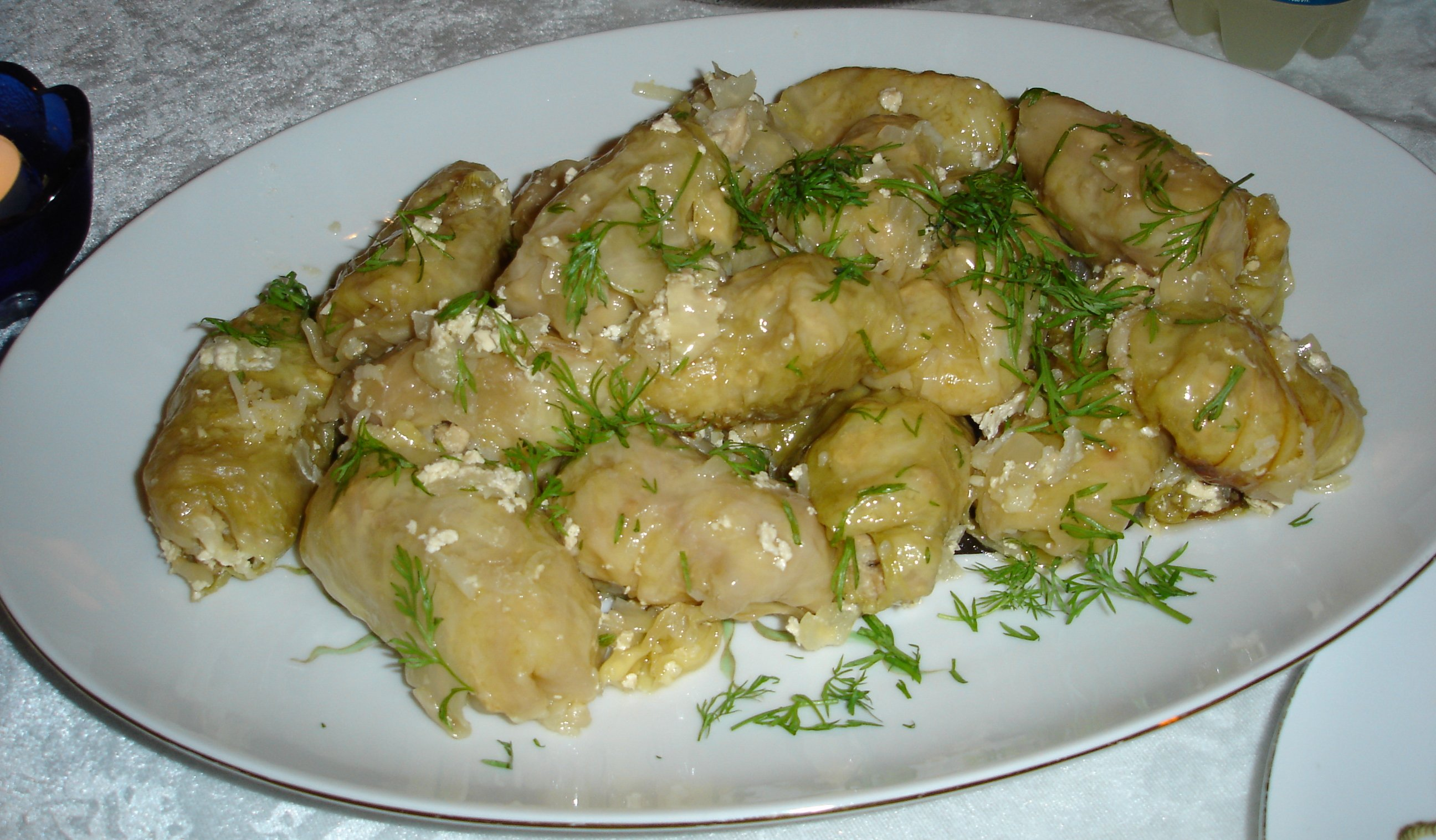
Сармале

З пряних овочів і зелені як приправи переважно використовуються цибуля-пір, селера, чебрець, любисток, петрушка і кріп. В їжу додають і такі прянощі, як чорний і духмяний перець, гіркий червоний перець, коріандр, гвоздику, лавровий лист, мускатний горіх тощо. Часто вживають часник, який становить основу соусів муждей, скордоля, якими заправляють рибні, м'ясні, овочеві страви. Подають ці соуси також і до мамалиги.

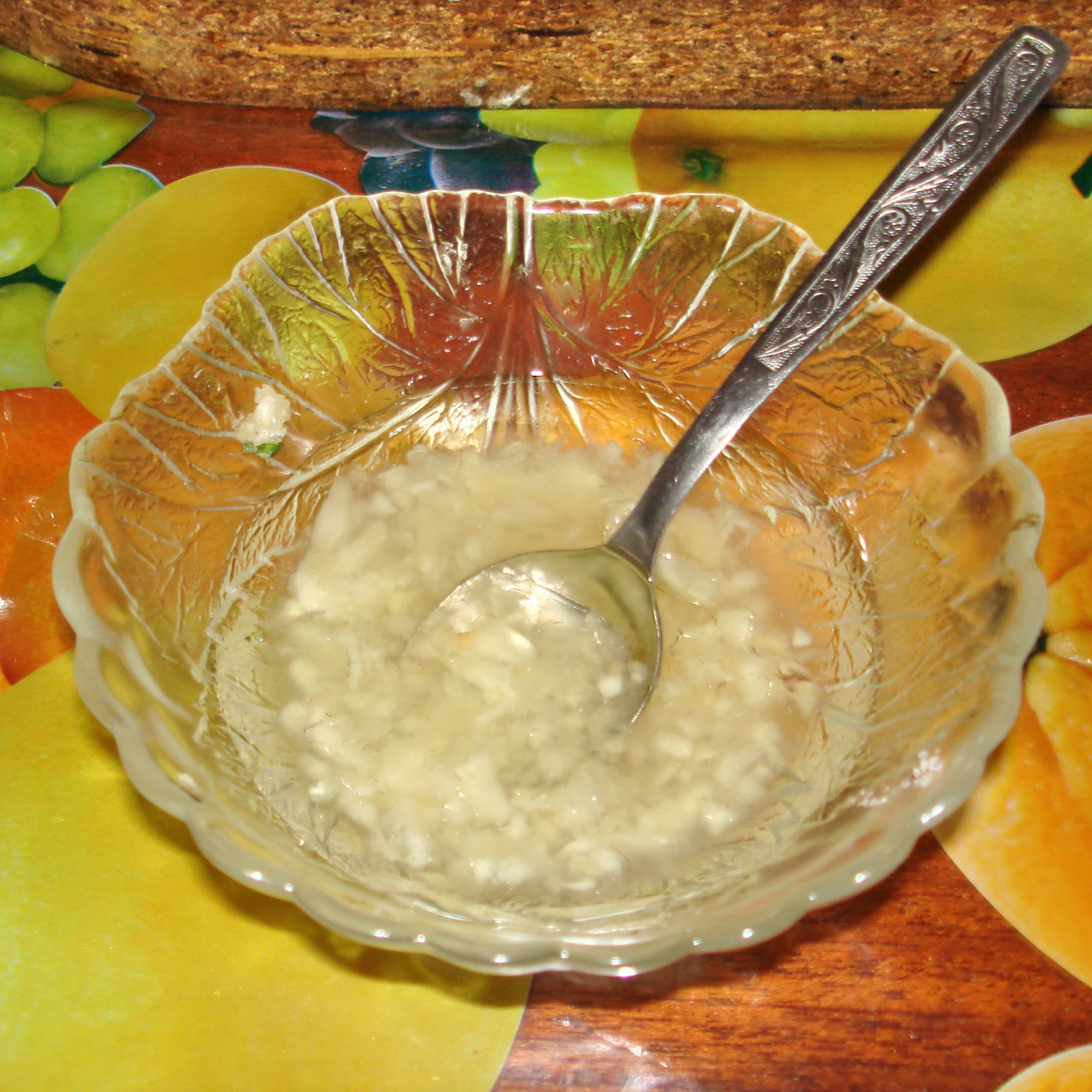
Муждей

Практично всі овочі заготовляються про запас. Їх квасять, солять, консервують.
Дуже популярна в Молдові бринза — розсольний сир з овечого молока. Вживають її як в натуральному вигляді, так і як компонент овочевих, борошняних, яєчних, рибних і м'ясних страв. Бринза є важливою частиною молдовської кухні ще з XVII століття, коли в Молдовському князівстві активно розвивалося вівчарство.

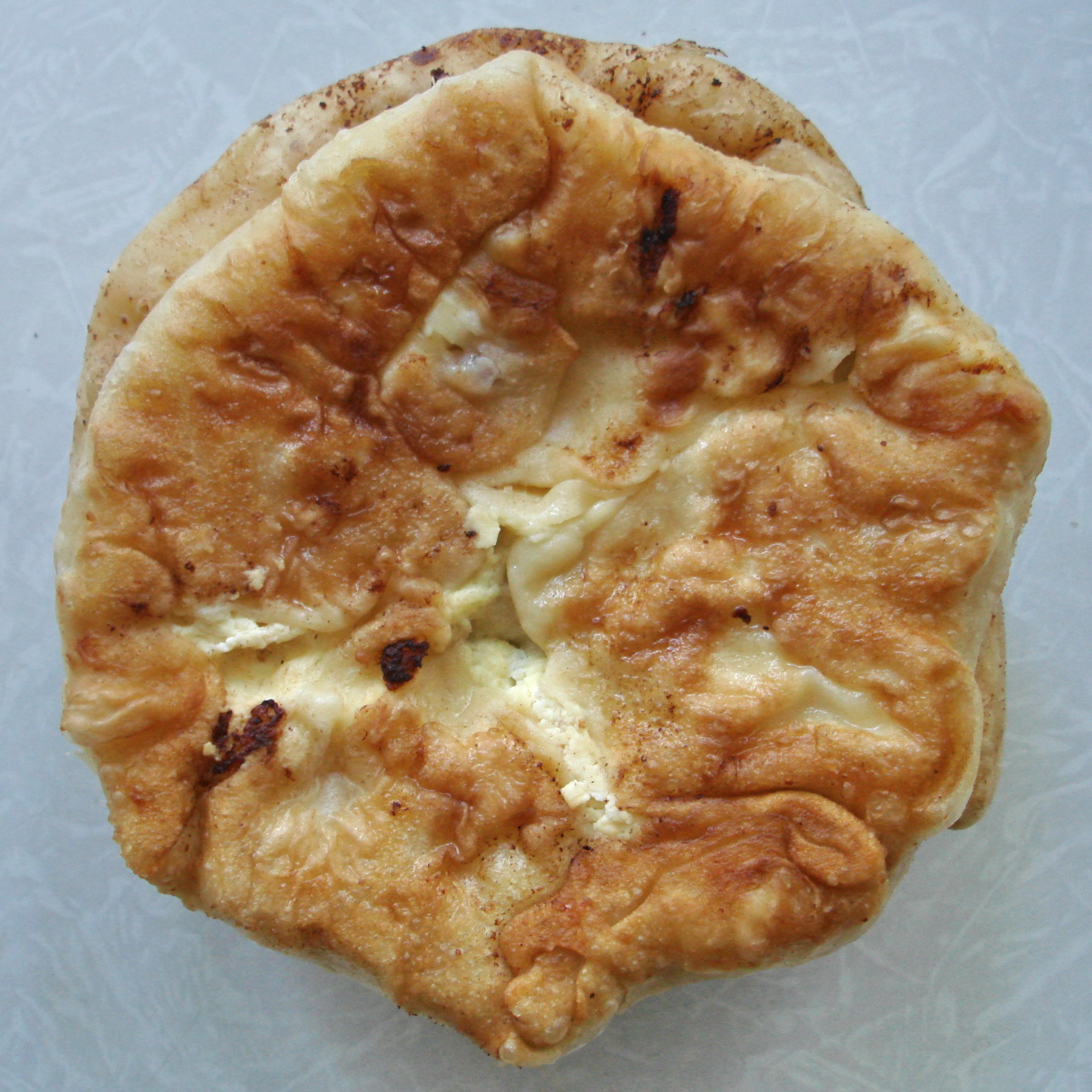
Плачинда з сиром

В молдовській кухні використовуються всі види м'ясних продуктів. З баранини готуються манжа, мусака, з яловичини — паприкаш, мітітеї, свинини — менкеріка, токана, костіца, кирнецеї, з домашньої птиці — яхніє, зама. Мітітеї за виглядом нагадують маленькі ковбаски без оболонки. Вони схожі на традиційну балканську страву чевапчичі. Національні рибні та м'ясні страви готуються на гратарі — залізній решітці, розташованій над розжареним деревним вугіллям з бука, горіха, кизилу. Продукти, особливо якщо вони будуть смажитися в натуральному вигляді, попередньо витримують у маринаді.
Традиційними борошняними виробами є вертути і плацинди з фруктовою, овочевий, сирною і горіховою начинкою. Плацинда нагадує плаский корж круглої і іноді квадратної форми, а вертута являє собою рулет з тонкого тіста.
У Молдові росте безліч видів фруктових дерев, і до столу прийнято подавати свіжі фрукти — яблука, груші, персики, абрикоси, вишні, виноград, волоські горіхи. Улюблені національні ласощі — нуга, желе (пелтя) з ягідних і фруктових соків, халва (алвіце), тістечка і печиво з пісочного та листкового тіста.

## Закуски і холодні страви

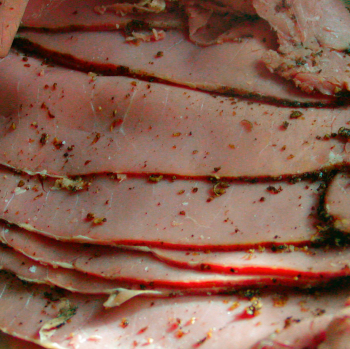
Пастрома

Багатий вибір усіляких овочів, м'ясних, рибних і молочних продуктів обумовлює велику різноманітність закусок в молдовській кухні. Найпопулярніші - протерта квасоля з товченим часником (фасоле фекелуіте), гогошари по-молдовські, смажений перець, фаршировані баклажани, салати з консервованих та свіжих овочів.
Заправляються закуски олією, оцтом, сметаною, майонезом, соусами муждею, скордоля, маринадом. Для додання закускам пікантного смаку і аромату використовується пряна зелень — любисток, естрагон, петрушка, кріп, селера, м'ята, а також часник.
З холодних закусок також поширені яйця, начинені грибами і курячою печінкою, холодець, м'ясні і рибні рулети.

## Перші страви

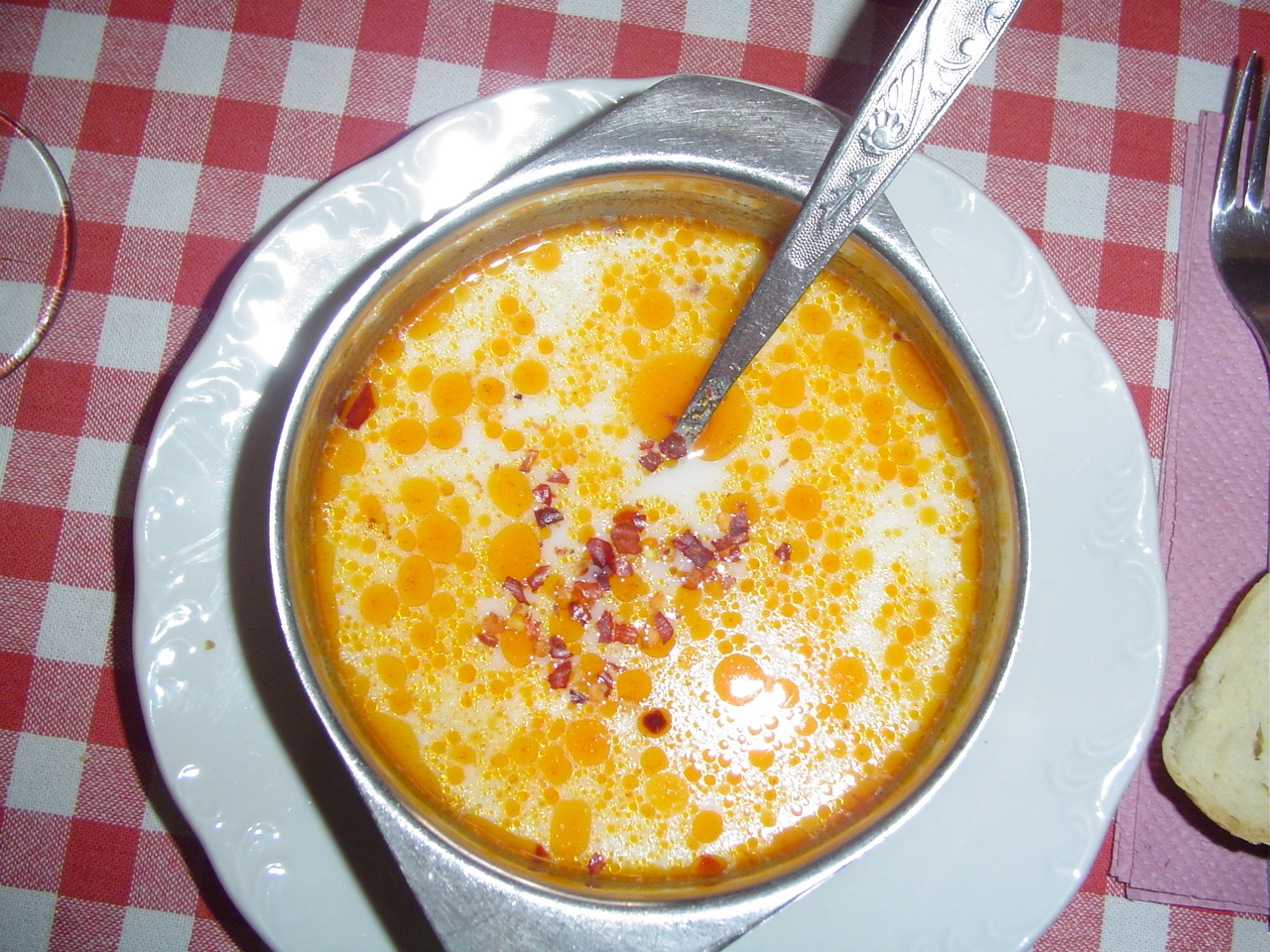
Чорба

Молдовські супи — чорби і зами — готують на овочевих відварах, м'ясних і рибних бульйонах. Обов'язковий їх компонент — прокип'ячений кислий висівковий квас — борш. Замість борша іноді використовують лимонну кислоту, а в овочевих чорбах — капустяний розсіл.
Молдовські перші страви відрізняються ніжним кислуватим смаком і приємним ароматом зелені — чебрецю, любистку, кропу, петрушки, естрагону, селери, м'яти. Гілочки зелені видаляють з супу за 5-7 хвилин до закінчення варіння.

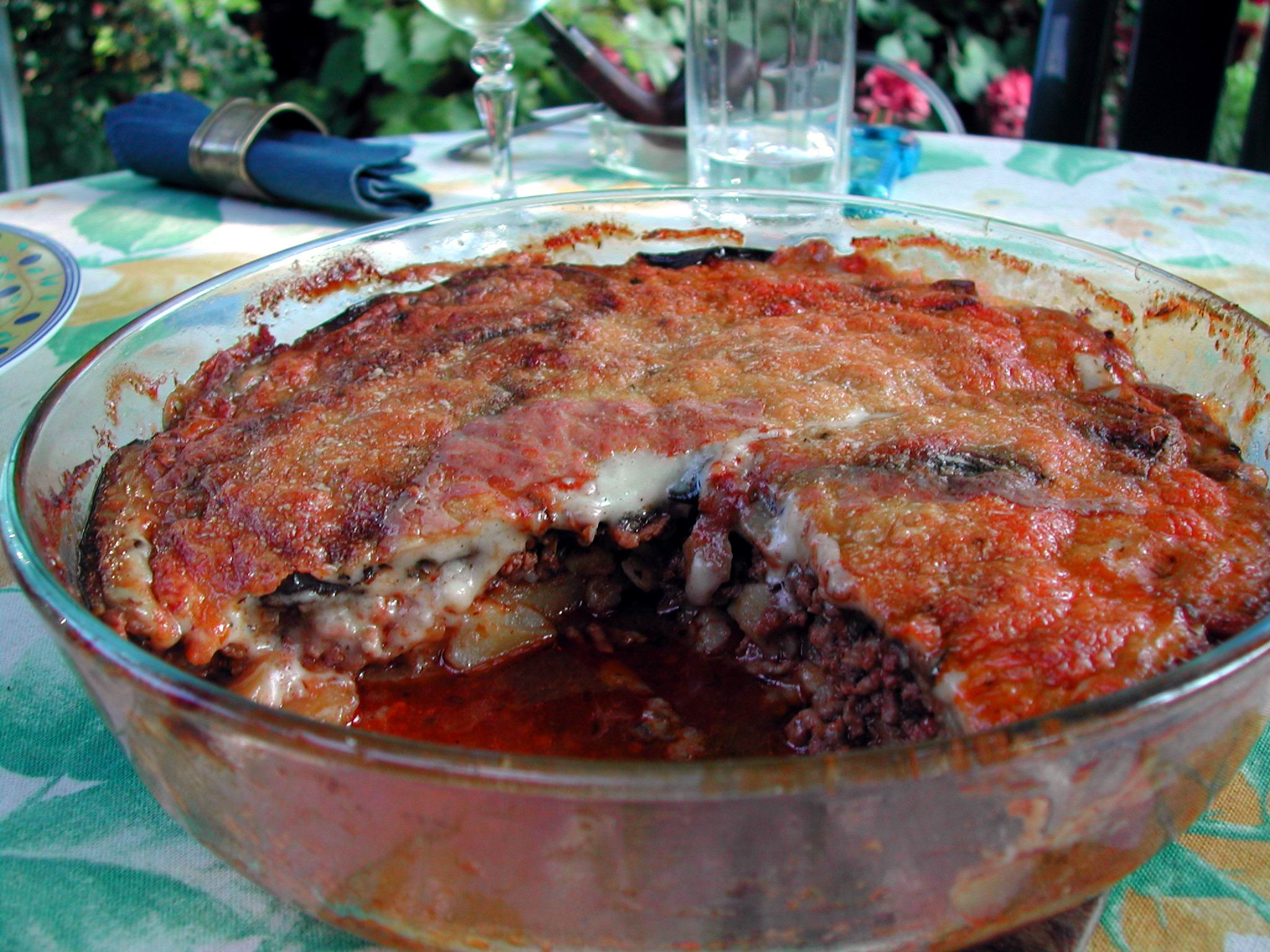
Мусака

Чорби варять з різних продуктів, але в них обов'язково додають овочі — помідори, моркву, петрушку, селеру, ріпчасту цибулю або цибулю-пір. Заправляють такі супи борошном, змішаним зі збитим яйцем, або яєчно-сметанною сумішшю. Зами готують тільки на курячому бульйоні або бульйоні з тельбухів. Заправляють яєчно-сметанною сумішшю. Поширені також рибні та молочні супи, сирбушка.
До перших страв подають мамалигу, плацинди, вертути, пампушки.

## Другі страви
Для приготування других страв в молдовській кухні використовують різноманітні продукти, переважно овочі, м'ясо, рибу, бринзу, кукурудзяну крупу і борошно, пшеничне борошно, рослинні і тваринні жири.

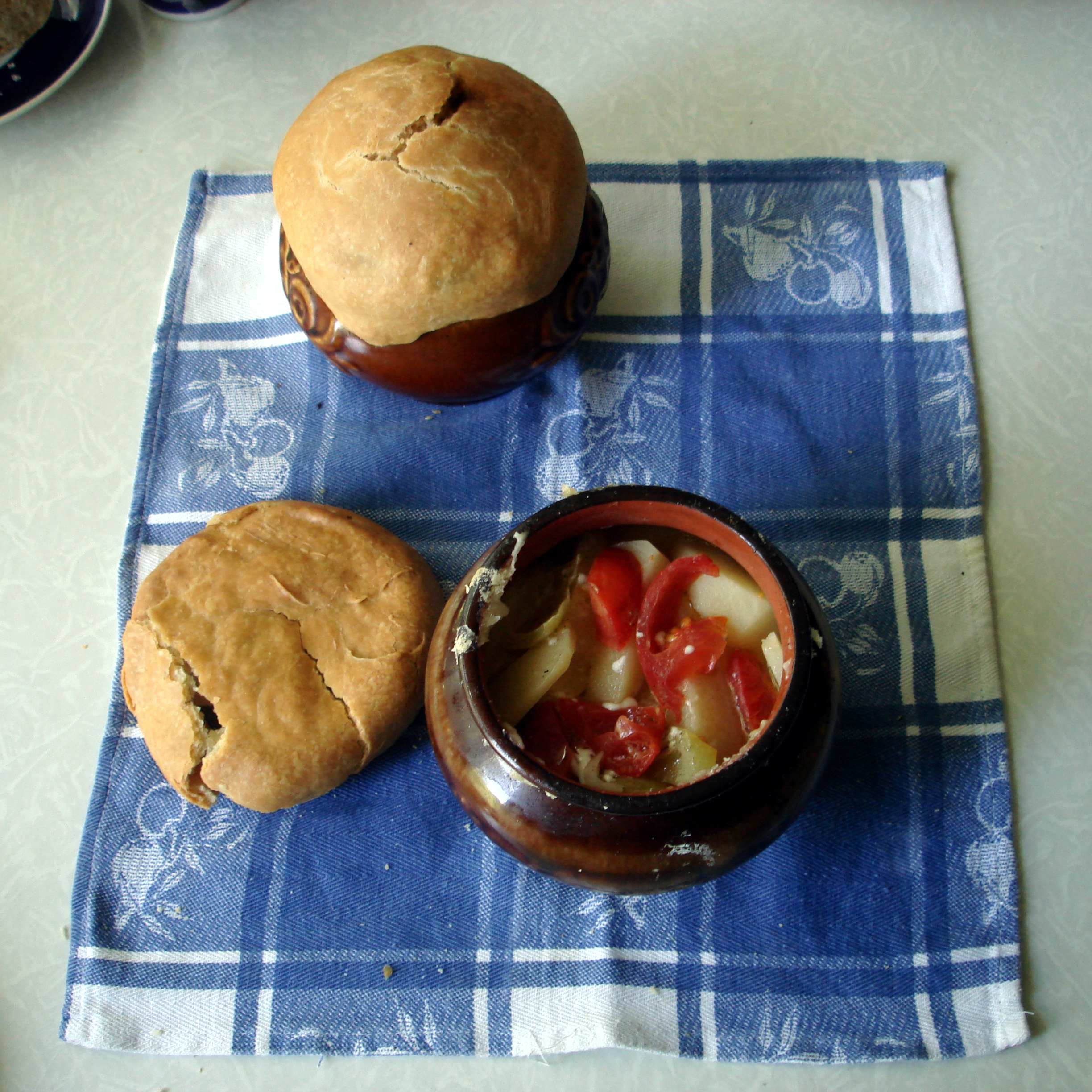
Печеня з картоплею і помідорами, запечена в горщиках

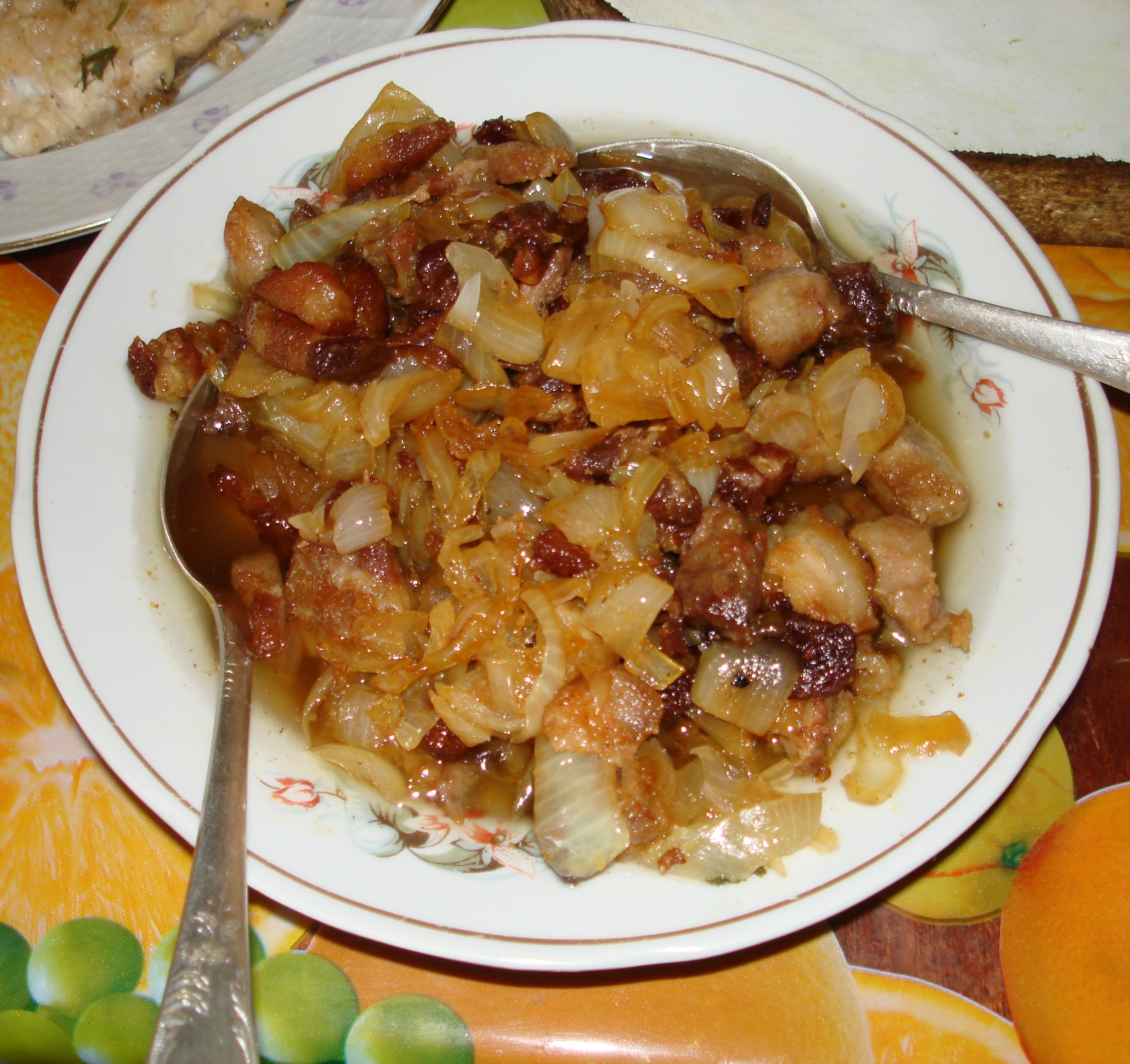
Шкварки

М'ясні страви готуються обов'язково в поєднанні з овочами або фруктами. Особливо ніжний смак надають м'ясу при тушкуванні помідори і томатний сік, чорнослив, айва, яблука. Майже всі другі страви додаються прянощі і зелень коріандр в насінні, чорний і запашний перець, лавровий лист, любисток, чебрець, естрагон, селера, а також часник. Поширене також запікання в горщиках.
М'ясо і рибу смажать над вугіллям, запікають і тушкують. Поширені шніцелі, антрекоти, зрази, котлети, печеня, сармале (голубці / налисники), тефтелі. Часто готуються страви з птиці, м'яса кролика, зайця, страви із субпродуктів (язик, мозок, печінка, вим'я).
Різноманітні другі страви з кукурудзи, картоплі, цвітної капусти, кабачків, різних круп і яєць. Готуються різні види плову.

## Борошняні та кондитерські вироби

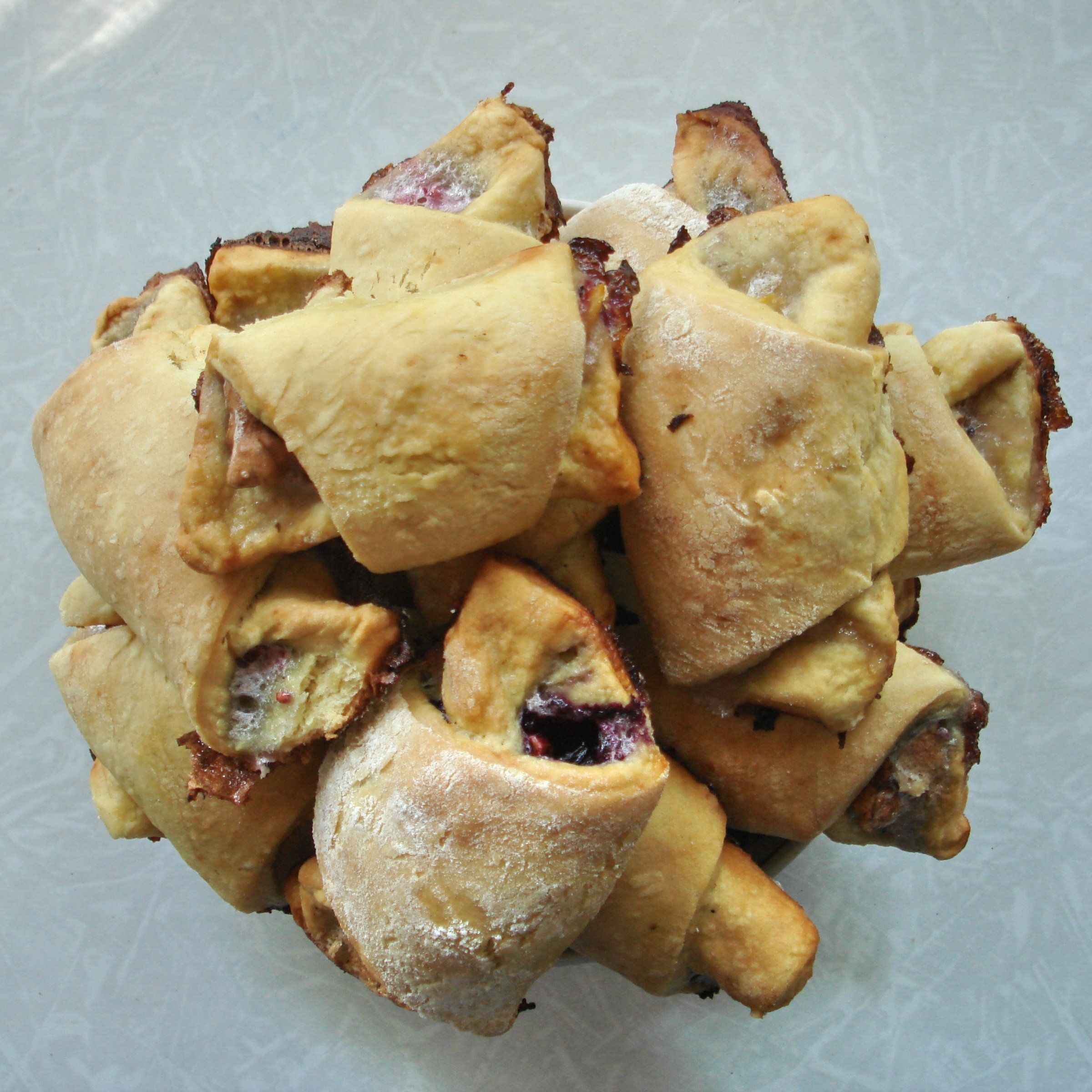
Рогалики з варенням

Для приготування борошняних і кондитерських виробів в молдовській кухні використовують не тільки пшеничне, але і кукурудзяне борошно. В молдовській кухні широко поширені пироги, калачі, паски, що обумовлено впливом російської та української кухонь. Пироги печуться з різною начинкою, традиційною є начинка з бринзи, гарбуза і горіхів. Особливий вид пирога — кругла (іноді квадратна) плоска плачинда і кручена вертута.

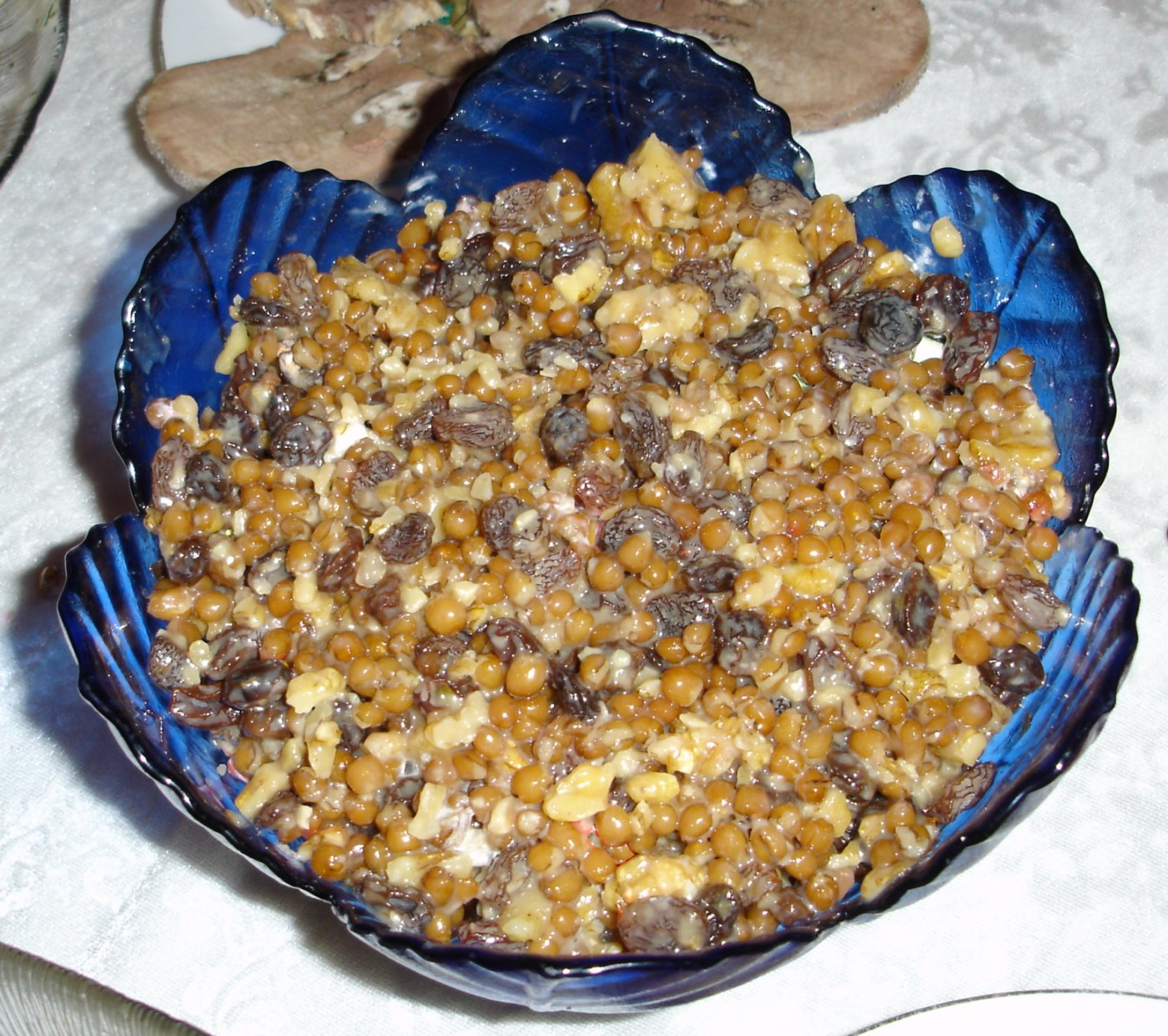
Кутя з зерен пшениці з родзинками

У сучасній молдовській кухні часті торти і тістечка, начинкою для яких служать зазвичай фрукти, джем, повидло, мармелад або заварний крем з горіхами. Крім цього готують багато видів печива і кексів.

## Солодкі страви і напої
Молдовський солодкий стіл багатий виробами з фруктів — винограду, яблук, абрикосів, сливи, айви, вишні. Їх використовують для приготування компотів, соків, сиропів, киселів, желе. Фрукти застосовуються у відвареному і запеченому видах.
Особливо популярні в Молдові такі солодкі страви, як нуга, шербет, халва (альвіца), пастила з айви (кітоноаге), зефір, суфле, гогош, густий фруктово-ягідний сік (пелтя).

## Запозичені страви
Середньовічне Молдовське князівство протягом довгого часу було васалом Османської імперії, що відбилося в тому числі і на місцевій кухні. Так османському впливу молдовська кухня зобов'язана схильністю до використання баранини і однаковими назвами багатьох страв, схожих у всіх балканських народів (гівеч, мусака, чорба та ін). Завдяки османам у Молдовському князівстві поширилися спеціальні осередки (куптер) для приготування їжі. Такими східними ласощами, як халва (альвіца) і горіхова нуга, молдавани також зобов'язані османам.
У часи Російської імперії, а пізніше в радянський час в молдовську кухню були додані страви, популярні в той час у всій країні: салат Олів'є, вінегрет, борщ, млинці, деруни, вареники, сирники, вареники та багато інших. Ці страви досі є постійним елементом молдовського столу.

## Вина

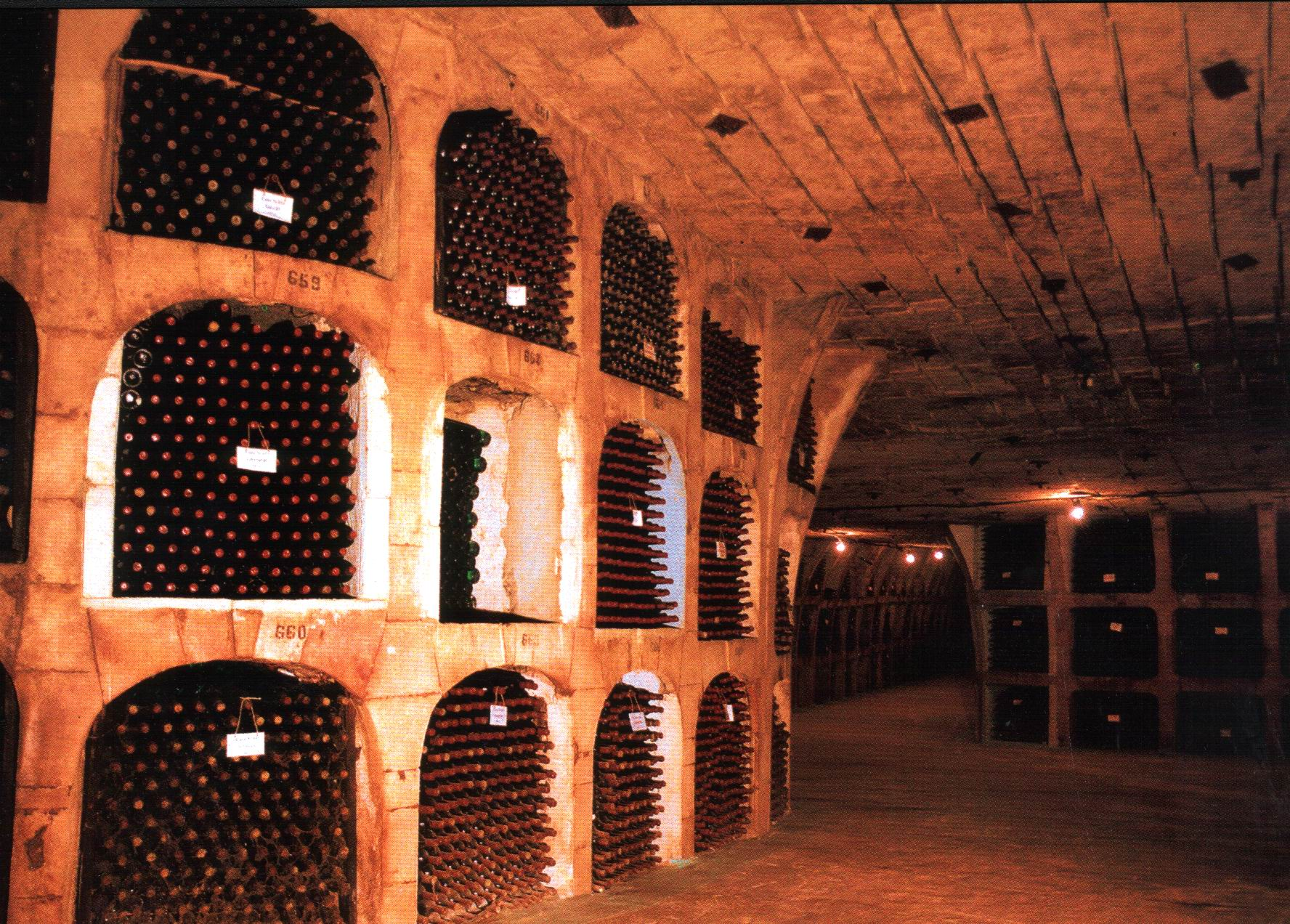
Винний погріб в Малих Милештах

Невід'ємним атрибутом молдовської кухні є місцеве вино. Винна індустрія Молдови добре розвинена. Крім безлічі марок вин від великих виробників до столу часто подається домашнє вино. Багато сімей мають свої власні рецепти і сорти винограду, які передаються з покоління в покоління. З місцевих сортів винограду відомі Фетяска Албе, Фетяска Регале, Рара Нягре, з міцних ординарних вин — Лучафер, Херес, Буджацьке, Букет Молдавії.
Страви з баранини зазвичай подають з білим або червоним вином, до яловичини та птиці подається біле вино. Важкі і гострі м'ясні страви поєднуються на молдовському столі з міцними спиртними напоями. Якщо головною стравою є мамалига із бринзою, тоді зазвичай подається купажне червоне вино. Страви з овочів супроводжуються легкими рожевими і білими винами. До солодкого столу прийнято подавати херес. Святкові столи традиційно не обходяться без кагору, який подається з кутею, пасками і плациндами. Дівін — молдовський аналог коньяку — також часто прикрашає святковий стіл. Вино в молдовській кухні використовується і для приготування таких кондитерських виробів, як торти, тістечка, печиво.

## Цікаві факти
У 2014 році Пошта Молдови запустила в обіг марки із зображенням національних страв.